# XXXTentacion
Џасеј Двејн Рикардо Онфрој (енгл. Jahseh Dwayne Ricardo Onfroy; Плантејшон, 23. јануар 1998 — Дирфилд Бич, 18. јун 2018), познатији под псеудонимом Екс-Екс-Екс Тентасјон (стил. изв. енгл. XXXTentacion, IPA: ), био је амерички репер, песник и текстописац. 
Рођен и одрастао у Плантејшону, на Флориди, Онфрој је провео већину свог детињства у Лодерхилу. Почео се бавити музиком након што је изашао из поправног дома  а након неког времена објавио је своју прву песму на звучној платформи SoundCloud 2013. године. Популарна је личност SoundCloud репа, треп сцене која узима елементе ло-фи музике и Roland TR-808 бубњева.
Онфрој је објавио свој први албум 17, 25. августа 2017. Његов други албум ?, објављен је 16. марта 2018. и дебитовао је на првом месту листе Билборд 200, са сингловима Sad! и Changes који су се попели на 7. и 37. место листе Билборд хот 100.
XXXTentacion се током свог живота суочавао са разним правним проблемима, пре свега због физичких обрачуна које су му наметнуте 2016.   Његову историју правних питања и наводног насиља неки су описали као дефиницију његовог наслеђа, док су други критиковали медијски приказ о њему, тврдећи да су његова уочена побољшања карактера касније у животу претворила његово наслеђе у причу о моћи друге шансе и искупљења .    
Дана 18. јуна 2018, XXXTentacion, стар 20 година, убијен је када је упуцан у близини мотоциклистичке куће у Дирфилд Бичу на Флориди . Нападачи су побегли са лица места теренцем након што су му украли торбу у којој је било 50.000 долара у готовини. Четворица осумњичених су ухапшена и оптужена за убиство првог степена, између осталих оптужби.  У августу 2022, један од четворице мушкараца изјаснио се кривим за убиство другог степена у замену за сведочење против остале тројице оптужених на њиховом суђењу.  Суђење је почело 7. фебруара 2023.   Сва тројица су 20. марта 2023. проглашена кривима по свим тачкама. Они су 6. априла 2023. осуђени на доживотни затвор без могућности условног отпуста .   
XXXTentacion  има РИАА сертификовану продају од 61 милион јединица у САД и БПИ сертификовану продају од преко 7 милиона јединица у Великој Британији, чиме је његов укупан број 68 милиона сертификованих плоча продатих у две земље. Од своје смрти, освојио је Америчку музичку награду и БЕТ Хип Хоп награду и добио 11 номинација за Billboard Music Awards.  Објављена су два постхумна албума Skins (2018) и Bad Vibes Forever (2019); први је постао његов други албум број један на Билборду 200, док је други ушао у топ 5.

## Биографија
Џасеј Двејн Рикардо Онфрој рођен је 23. јануара 1998. године у Плантејшону на Флориди. Његови родитељи су Јамајканци, Dwayne Ricardo Onfroy и Cleopatra Freeman. Има троје браће и сестара, а због мајчине финансијске ситуације већином га је одгајала бака. . Вуче порекло из Сирије, Египта, Индије, Немачке, Јамајке и Италије. Када је Онфрој имао шест година, убо је ножем човека који му је напао мајку и недуго након тога био је присиљен живети с баком у Помпано Бичу, Флорида, и Лодерхил, Флорида
Када је Онфрој био дете, открио је мртво тело свог стрица након што је човек извршио самоубиство вешањем. Онфрој је поменуо своју трауму од инцидента у више песама. 2017. Онфрој је алудирао да га је сексуално злостављала неименована одрасла особа када је био дете.  Други трауматични догађаји којима је Онфрои био сведок као дете укључивали су да је неко био физички мучен и неко био силован.
Онфројево занимање за музику почело је када га је његова тетка наговорила да се прикључи школском а касније и црквеном хору. Недуго затим је избачен из школског хора након што је напао другог ученика. Након што је био избачен из основне школе због серије физичких обрачуна с колегама, мајка га је послала у верску заједницу на шест месеци. Током тог времена, Онфрој је почео слушати ну метал, хард рок и реп, због чега је покушао научити свирати клавир и гитару. Одустао је од средње школе након другог разреда, а себе из тог времена описује као "неподобног" пролазећи кроз депресију.

## Каријера

### 2013–2016: почетак каријере и "Look at Me"
Онфројева каријера музичког уметника почела је у јуну 2013. након објављивања његове песме "News/Flock".  Према интервјуима, док је био у малолетничком притвору због оптужби за поседовање оружја, упознао је Stokeley Goulbourne-а, другог уметника познатог као Ski Mask the Slump God. Неки извори интервјуисани за биографију из 2020. оспоравају ову причу и кажу да се пар упознао у средњој школи. Онфрој и Гоулбурн су постали добри пријатељи и почели да се баве freestyle-ом. Присећајући се свог боравка у притвору, Онфрој је рекао да је имао поштовање према полицајцима и особљу и да је штитио људе од других затвореника, укључујући хомосексуалног цимера из ћелије, кога је Онфрој касније напао јер је наводно зурио у њега док се пресвлачио.   Онфрој је изјавио да инцидент нема никакве везе са сексуалношћу затвореника, да подржава права хомосексуалаца и да није хомофобичан. 
Године 2013, након његовог пуштања из притворског центра за малолетнике, он и Гоулбурн су се поново срели у уверењу да ће починити низ инвазија на куће ради новчане добити,  иако је Онфрој на крају купио микрофон и почео да снима музику,  што је убедило Гоулбурна да учини исто. Након што је Онфрој усвојио надимак XXXTentacion, поставио је своју прву необрисану песму, под називом „ Vice City “, на SoundCloud. Говорећи о својој одлуци да напусти злочиначки живот због музике, Онфрои је рекао да осећа да је музика бољи излаз за његова осећања, а тадашња девојка Женева Ајала је била неко ко му је помогао да то схвати. 
Затим би наставио са постављањем малих исечака својих песама које ће ускоро објавити или задржати необјављене. Онфрој се на крају придружио Ski Mask-oвој групи Very Rare, пре него што је раскинуо и основао колектив Members Only, коме се Ски Маск такође придружио. Реч "тентацион" у његовом уметничком имену је шпанска реч за "искушење".  
Онфрои је објавио своју прву званичну EP (ЕП), под називом The Fall, 21. новембра 2014.  Године 2015, Онфрои је објавио заједнички микстејп са Ски Маск/oм, Members Only Vol. 1, пре објављивања Members Only Vol. 2 са неколико чланова растућег колектива Мемберс Онли. 31. децембра 2015. оригинална верзија песме „ Look at me “ је постављена на СоундKлaуд налог копродуцента песме, Ројаса.
Онфрој је 28. априла 2016. објавио ЕП Willy Wonka Was a Child Murderer,  са музиком која је у великој мери инспирисана хеви металом и инди музиком . Године 2016. Онфрој је напустио посао оператера кол центра због растуће музичке каријере  и преселио се код репера Дензела Карија .  У јулу 2016. Онфрој је ухапшен и оптужен за пљачку и напад смртоносним оружјем .   Након што је положио кауцију од 10.000 долара, Онфрој је наставио да ради на свом дебитантском независном албуму,Bad Vibes Forever , који је имао датум изласка 31. октобра 2016.  Албум је пропустио датум објављивања и одложен је јер је Онфрои ухапшен почетком октобра по више оптужби за затварање, oметање сведока и тешко злостављање његове девојке. 

### 2017: Пуштање из затвора,Revenge,17, иA Ghetto Christmas Carol
Године 2017. „ Look at me “ је стекао популарност, достигавши 34. место на америчком Биллбоард Хот 100 и првих 40 канадских Хот 100 .  Сингл му је помогао да стекне већу популарност због оптужби канадског репера Дрејка који користи сличан ток репа у својој песми " КМТ ".   Особита полу oбојeна коса XXXTentacion-а, која је инспирисана антагонистом Сто и једног Далматинаца Круелом де Вил, такође је привукла пажњу јавности.  Током боравка у затвору, Онфрои је потписао уговор којим ће управљати Соломан Собанде (који ће остати његов менаџер до његове смрти) и упркос томе што је Онфрои био у затвору током његовог почетног продора, скаути великих издавача почели су да нуде шестоцифрене уговоре и Онфрои је на крају потписао за Empire Distribution за нижу стопу тантијема, потпуну креативну контролу и мање плаћање унапред.  
Након изласка из затвора 18. априла 2017. објавио је још три песме на СаундКлауд-у.
Онфрои је објавио свој дебитантски соло миксејп, Освета, 16. маја 2017. Микстејп се састоји од осам раније објављених песама.  Заједнички миксејп, Members Only, Vol. 3, објављен је 26. јуна 2017.
Онфрои је објавио свој деби албум, 17, 25. августа 2017.  Албум је дебитовао на броју 2 на америчком Билборду 200, продавши 86.000 јединица еквивалентних албуму прве недеље.  Албум је наишао на различите реакције критичара, од којих су неки хвалили албум због његових личних наратива и разноврсног музичког стила.  Онфрој је 3. септембра 2017. објавио да је Bad Vibes Forever, његов други албум, још у продукцији. 
17 је дао Онфројевих седам песама — „ Јоcelyn Flores “, „ Revenge “, „ Fuck Love “, „ Everybody Dies in Their Nightmares “, „Depression & Obsession", „Save Me“ и „Carry On“—које су дебитовале на Билборду Хот 100 на броју 31, 77, 41, 54, 91, 94 и 95. Џоселин Флорес је постала Онфројева песма са највећом лествицом од „Look at Me“, која је достигла 34.
Онфрои је 12. септембра 2017. објавио свој први званични музички спот за своју песму из 2015. „Look at Me“, као и музички видео са својом песмом „ Riot “ из 2015. године. 

### 2018: Јутјуб канал и?албум
Онфрој је 22. јануара 2018. објавио на Инстаграму да су он и њујоршки репер Џои Бадас заједно креирали пројекат  и њих двојица су објавили бесплатни стил песме „ Кинг'с Деад “ на СоундЦлоуд 9. марта 2018. припрема за сарадњу. 
YouTube канал „xxxtentacion“ је истог дана поставио видео „#THEHELPINGHANDCHALLENGE“. Видео је укључивао како Онфрои донира музичке инструменте, конзоле за видео игре и друге поклоне хранитељском дому.  Убрзо након тога, Онфрои је изјавио да је његов албум завршен и да се спрема да га објави, али ће то учинити тек након што је хештег #THEHELPINGHANDCHALLENGE достигао милион спомињања на Инстаграму. 
Онфрои је 2. фебруара објавио свој први сингл у 2018. под називом "Shining Like the Northstar".  Такође је био представљен на песми дугогодишњег сарадника и продуцента Ронија Џеја "Banded Up".  Онфрои је 21. фебруара 2018. објавио песму „ Hope “ на свом СaундKлaуд налогу, посвећену жртвама пуцњаве у средњој школи Стонеман Даглас, која се догодила у Паркленду, неколико миља северно од Онфројеве родне Плантатион.  Онфрои је објавио да објављује две песме у поноћ 2. марта 2018, обе прве синглове за свој други албум ?.
Главни сингл за ?, „ Sad! “, објављен је неколико сати касније  заједно са „ Changes “ .  "Sad!" дебитовао је на 17. месту, поставши његова песма са највећим бројем топ-листова у Сједињеним Државама, и на крају достигла врхунац на броју 1 након Онфројеве смрти пре него што је објавио свој званични музички спот 28. јуна  Музички спот се фокусирао на Онфроја који је нагласио да се променио као личност откако су се десиле главне контроверзе у његовој каријери. " Moonlight " и "Hope" су такође били на листи након његове смрти, достижући врхунац на 13. односно 70. месту.
Онфрои је објавио датум изласка свог другог студијског албума, ?, 12. марта 2018.  ? објављена је 16. марта 2018.  ? дебитовао је на првом месту Билборд 200, поставши Онфројев први број један у земљи. Убрзо након објављивања ?, Онфрои је потписао уговор о новом албуму са Емпире Дистрибутион за свој трећи соло албум вредан десет милиона долара. 

## Постхумна издања

### 2018–2020:SkinsиBad Vibes Forever
Дана 21. јуна 2018. објављена је прва постхумна песма са Онфројем, „Гхост Бустерс“, са Трипие Редом са Куавом и Ски Маск-oм, и постављена је на СоундКлауд Трипи Ред-а. 
Кање Вест је 27. септембра 2018. најавио да ће Онфрој бити истакнути уметник на његовом отказаном деветом студијском албуму Иандхи .  Истог дана је објављено да ће Онфрој такође бити истакнути уметник на дванаестом албуму Лила Вејна, Тха Цартер В, који је објављен следећег дана. Онфрои је представљен у песми " Don't cry ". Музички спот је касније објављен на оно што би био Онфројев 21. рођендан. 
Дана 8. новембра 2018, објављен је датум објављивања Онфројевог првог постхумног албума и његовог трећег студијског албума Скинс 7. децембра 2018.  Први сингл Скинса под називом „ Бад! “ објављен је 9. новембра 2018. 

## Смрт
Дана 18. јуна 2018. године Онфрој је напуштао продавницу мотора на Дирфилд Бичу када је упуцан од стране два нападача (у тамним дуксевима и црвеном маском на лицу једног од нападача) камионету током пљачке. Пуцњава се десила источно од града Паркланда. Сведоци су рекли полицији да су нападачи узели торбу из возила музичара, а затим побегли са места напада. Онфрој је након пуцњаве у критичном стању превезен у болницу, да би шериф Округа Брауард касније потврдио смрт певача.

## Дискографија
Студијски албуми
- 17 (2017)
- ? (2018)
- Skins (2018)
- Bad Vibes Forever (2019)